# Argentina International 2016
Die Argentina International 2016 im Badminton fanden vom 6. bis zum 9. Oktober 2016 in Buenos Aires statt.

## Sieger und Platzierte
| Disziplin    | Gold                           | Silber                          | Bronze                                |
| ------------ | ------------------------------ | ------------------------------- | ------------------------------------- |
| Herreneinzel | Dino Delmastro                 | Serafín Zayas                   | Javier de Paepe                       |
| Herreneinzel | Dino Delmastro                 | Serafín Zayas                   | Mateo Delmastro                       |
| Dameneinzel  | Barbara Maria Berruezo         | Daiana Garmendia                | Natalia Montiel                       |
| Dameneinzel  | Barbara Maria Berruezo         | Daiana Garmendia                | Micaela Suárez                        |
| Herrendoppel | Javier de Paepe Martin Trejo   | Dino Delmastro Mateo Delmastro  | Agustin Klein Mauro Marzullo          |
| Herrendoppel | Javier de Paepe Martin Trejo   | Dino Delmastro Mateo Delmastro  | Leandro Kesler Lusa Santiago Otero    |
| Mixed        | Mateo Delmastro Micaela Suárez | Javier de Paepe Natalia Montiel | Javier Macagno Barbara Maria Berruezo |